# A Beacon from Mars
| Recensione   | Giudizio        |
| ------------ | --------------- |
| AllMusic     | [ 3 ]           |
| Debaser      | [ 4 ]           |
| Sputnikmusic | 4.0 (Excellent) |

A Beacon from Mars è il secondo album del gruppo statunitense Kaleidoscope. Fu pubblicato nel febbraio del 1968 dalla Epic Records.

## Tracce
Lato A
1. I Found Out – 2:15 (Earl Shakelford)
2. Greenwood Sidee – 4:12 (Brano tradizionale, arrangiamento The Kaleidoscope)
3. Life Will Pass You By – 3:17 (Chris Darrow)
4. Taxim – 11:20 (The Kaleidoscope)

Lato B
1. Baldheaded End of a Broom – 3:12 (Brano tradizionale, arrangiamento The Kaleidoscope)
2. Louisiana Man – 2:42 (Doug Kershaw)
3. You Don't Love Me – 3:57 (Willie Cobbs)
4. Beacon from Mars (Registrato dal vivo, senza sovraincisioni) – 12:35 (The Kaleidoscope)

## Musicisti
I Found Out
- Saul Feldthouse - voce solista
- David Lindley - chitarra solista
- Maxwell Buda (Chester Crill) - organo, harmonium
- Chris Darrow - basso
- John Vidican - batteria
- Pete Madlem (ospite) - dobro

Greenwood Side
- Saul Feldthouse - voce solista
- David Lindley - fiddle, chitarra-arpa
- Maxwell Buda (Chester Crill) - fiddle
- John Vidican - batteria

Life Will Pass You By
- Saul Feldthouse - voce solista
- David Lindley - chitarra, voce
- Maxwell Buda (Chester Crill) - basso, pianoforte
- Chris Darrow - mandolino, voce
- John Vidican - batteria

Taxim
- David Lindley - chitarra-arpa
- Saul Feldthouse - baglama, oud
- Chris Darrow - basso
- Maxwell Buda (Chester Crill) - violino
- John Vidican - batteria, tabla, timpani

Baldheaded End of a Broom
- Chris Darrow - voce solista, mandolino
- David Lindley - chitarra
- Maxwell Buda (Chester Crill) - armonica
- Saul Feldthouse - basso
- John Vidican - batteria

Louisiana Man
- Chris Darrow - voce solista, chitarra
- David Lindley - fiddle, voce
- Maxwell Buda (Chester Crill) - fiddle
- Saul Feldthouse - basso
- John Vidican - batteria

You Don't Love Me
- Chris Darrow - voce solista, basso
- David Lindley - chitarra solista
- Saul Feldthouse - chitarra
- Maxwell Buda (Chester Crill) - armonica, voce
- John Vidican - batteria

Beacon from Mars
- Saul Feldthouse - voce solista, gong
- David Lindley - chitarra solista
- Maxwell Buda (Chester Crill) - pianoforte, organo, clavicembalo, armonica
- Chris Darrow - basso
- John Vidican - batteria, timpani[9]

Note aggiuntive
- Stu Eisen e Mike Goldberg - produttori
- Kaleidoscope - arrangiamenti
- Ross - ingegnere delle registrazioni